# Malika Ayane (album)
Malika Ayane è l'album di debutto della cantante italiana Malika Ayane, pubblicato il 26 settembre 2008 dalla Sugar Music. Dall'album sono stati estratti i singoli Sospesa, in collaborazione con Pacifico, Feeling Better, giunto fino alla sesta posizione dei singoli più venduti in Italia e Come foglie. L'ultimo singolo estratto dall'album è Contro vento.
Il 20 febbraio 2009 viene pubblicata una Sanremo Deluxe Edition dell'album, contenente il brano Come foglie, che è stato presentato al Festival di Sanremo 2009 ed è diventato un tormentone.
L'album ha raggiunto la posizione numero 9 della classifica italiana è stato certificato disco di platino dalla FIMI e le stime gli attribuiscono 80 000 copie vendute.

## Tracce
1. Someday - 03:05 (Arnò)
2. Sospesa (con Pacifico) - 02:58 (Arnò-Pacifico)
3. Briciole - 04:09 (Arnò-Ayane)
4. Contro vento - 04:32 (Arnò-Pacifico)
5. True Life - 03:23 (Arnò)
6. Feeling Better - 03:00 (Arnò)
7. Blue Bird - 02:50 (Arnò)
8. Moon - 02:53 (Arnò)
9. Il giardino dei salici - 02:53 (Arnò-Ayane)
10. Perfetta - 03:46 (Arnò-Sangiorgi)
11. Soul Waver - 02:57 (Arnò)
12. Fandango - 03:32 (Conte)
13. Time Thief - 02:47 (Arnò)

## Formazione
- Malika Ayane - voce
- Luca Colombo - chitarra
- Ferdinando Arnò - pianoforte, programmazione, Fender Rhodes
- Danilo Minotti - chitarra acustica
- Paolo Conte - kazoo
- Jino Touche - chitarra
- Cesare Chiodo - basso
- Lele Melotti - batteria
- Fabio Besana - basso
- Giorgio Cocilovo - chitarra
- Paolo Costa - basso
- Marco Decimo - violoncello
- Rudy Migliardi - trombone

## Classifiche
| Classifica                     | Posizione raggiunta |
| ------------------------------ | ------------------- |
| Classifica italiana album FIMI | 9                   |